# ГЕС Каргі
ГЕС Каргі — гідроелектростанція на північному заході Туреччини. Знаходячись між комплексом ГЭС Gürsöğüt 1-2 (56 МВт, станом на 2018 рік споруджується вище по течії) та ГЕС Саріяр Хасан Полаткар, входить до складу каскаду на річці Сакар'я, яка впадає до Чорного моря за сотню кілометрів на захід від Зонгулдаку.
В межах проекту річку перекрили греблею із ущільненого котком бетону висотою 95 метрів (від фундаменту, висота від дна річки — 67 метрів) та довжиною 270 метрів, яка потребувала 600 тис. м3 матеріалу та утримує водосховище з площею поверхні 2,1 км2 та об'ємом 45,2 млн м3.
Розташований біля греблі машинний зал обладнали трьома турбінами типу Френсіс — двома потужністю по 46,9 МВт та однією з показником 3,6 МВт, які при напорі у 78 метрів повинні забезпечувати виробництво 254 млн кВт-год електроенергії на рік.